# 조세희 (레이싱 모델)
조세희(1988년 1월 27일 ~ )는 대한민국의 레이싱 모델이자 전직 가수이다. 현재 아프리카TV에서 BJ안젤라로도 활동 중이다.

## 학력
- 죽도초등학교 (졸업)
- 포항항도중학교 (졸업)
- 포항실업전문대학 토목과 졸업

## 레이싱모델 경력
- 2003 헐리우드모터쇼 제규어 XK8 모델
- 2005 창원오토살롱 금호타이어, BAT전 모델
- 2006 한국퍼모먼스챌린지 자동차 경주대회 모델
- 2006 부산국제슈퍼카쇼 모델
- 2006 대구모터싸이클쇼 효성 모델
- 2007 타임트라이얼 슈퍼레이스 GTM 전속 레이싱 모델
- 2007 서울모터쇼 브릿지스톤 페라리 모델
- 2007 KGTC babomall 모델
- 2007 제 40회 동경모터쇼 현대자동차 모델
- 2007 잡지 Men's Health, Esquire, Maxim, 일본 Friday 모델
- 2009 헬로세희 대표

## 음반
- Tiara of Dancing Queen (2007년)

## 출연 작품
- 2009년 SBS월화드라마《드림》
- 2010 스타일 배틀로얄 TOP CEO 1
- 2012 《무작정 패밀리》
- 2012 SBS특별기획 《신사의 품격》

### 뮤직비디오
- L.E.O. - Love Train
- Epik High - High Technology